# 桑普森 (密蘇里州)
桑普森（英語：Sampson）是位於美國密蘇里州韋伯斯特縣的非建制地區。

## 歷史
桑普森的郵局於1904年設立，其後於1935年停運。

## 地理
桑普森所處的海拔為高於海平面428米（即1404英呎），而該地所採用的時區為UTC-6，即北美中部時區（CST）。同時該地設有夏令時間，為UTC-6調快一小時，即UTC-5（CDT）。